# الخوف من عبور الشوارع

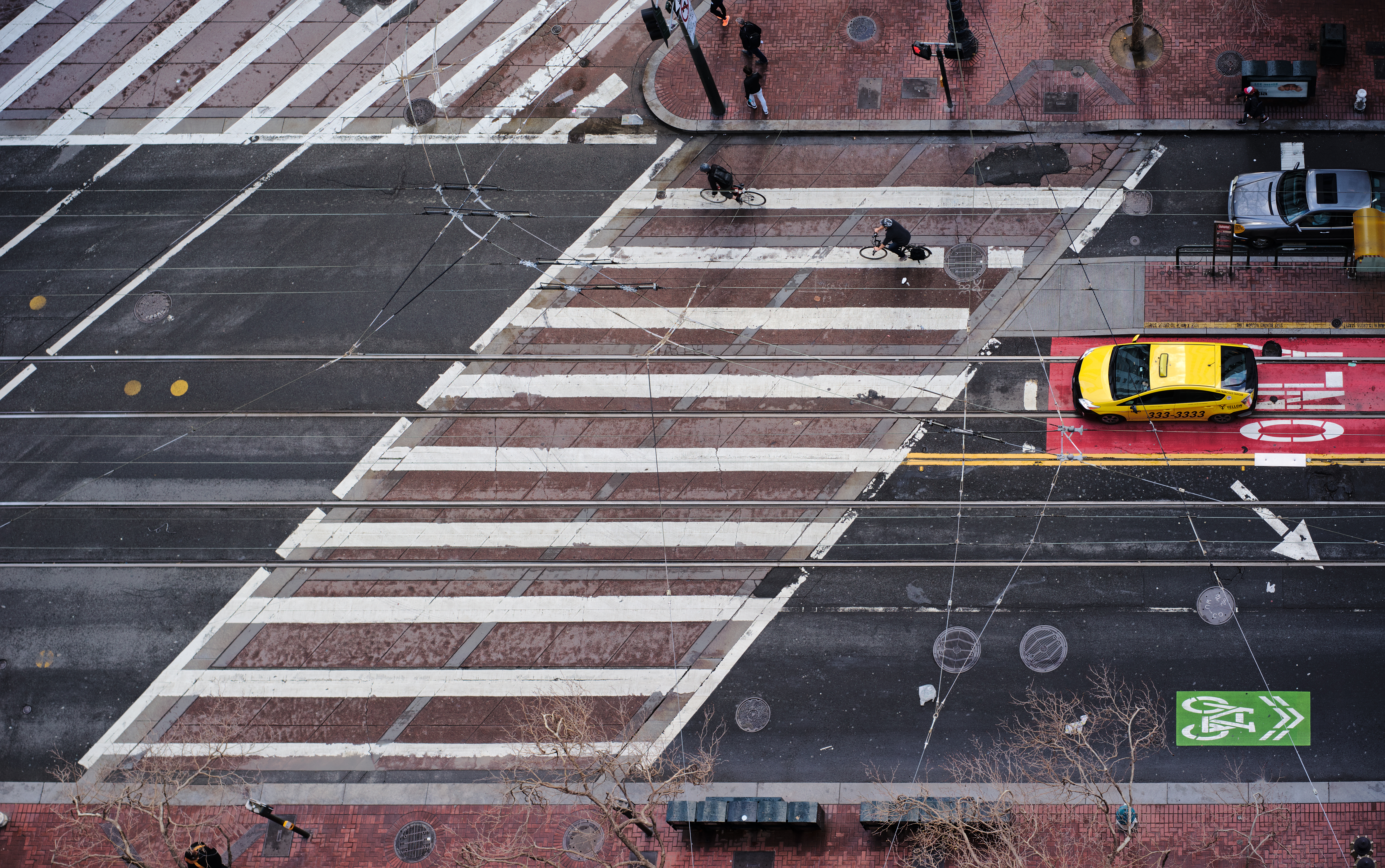
معبر للمشاة وهو المكان الذي يشعر فيه من يعاني من هذا الرهاب بالخوق والقلق حين محاولة عبوره.

الخوف من عبور الشوارع (الاسم العلمي:dromophobia) هو رهاب محدد يؤثر على قدرة الشخص على عبور الشارع أو الطريق الذي قد تتواجد فيه السيارات أو المركبات.

## التسمية
الاسم العلمي لرهاب عبور الشوارع هو dromophobia ويأتي هذا الاسم العلمي من الكلمة اليونانية dromos، والتي تعني مضمار السباق أو حلبة السباق.

## الأسباب
قد ينجم رهاب عبور الشوارع عن التعرض لحادث طريق في وقت ما، وبالتالي يصنف بعض الأطباء والعلماء الخوف من عبور الشوارع ضمن اضطرابات الهلع بل يصنفه آخرون كنوع فرعي من رهاب الخلاء. على هذا النحو، قد يكون الخوف من عبور الشوارع أحد مكونات اضطراب ما بعد الصدمة المرتبط بالحوادث، حيث يتخذ الجسم ردة الفعل هذه والتي تتمثل في الرهاب أو الخوف كاستجابة فعلية على موقف يذكر بالحدث المؤلم الذي حصل في الماضي (حادث السير على سبيل المثال). في بعض الأحيان قد يتم إساءة تفسير هذا السلوك أثناء تقييم أعراض اضطراب ما بعد الصدمة باعتباره تحذيرًا (أي سلوك تعلم عادي) وليس خوفًا (وهو سلوك تجنب غير طبيعي).
قد ينجم الخوف من عبور الشوارع أيضًا عن القلق الاستباقي المتعلق بقدرة الشخص المحدودة على الحركة، حيث قد يتعرض الشخص المصاب بمتلازمة الشخص المتيبس مثلًا لنوبات من زيادة التيبس أو التشنجات أثناء عبور الشارع ما يسبب له خوفا قد يتطور فيصبح رهابا محددا. قد يصيب رهاب عبور الشوارع الأشخاص البالغين لكن يظل الأطفال الفئة الأكثر التي تعاني منه وخاصة الأطفال المصابين بالتوحد أو المصابين بحالات عصبية أخرى تؤثر على قدرتهم في تقدير سرعة السيارة أو المركبة التي تسير على مقربة منهم أو باتجاههم.